# ساختمان دانشگاه محوطه قلعه
ساختمان دانشگاه محوطه قلعه مربوط به دوره پهلوی اول است و در خرم‌آباد، محدوده قلعه فلک الافلاک واقع شده و این اثر در تاریخ ۱۸ اردیبهشت ۱۳۸۰ با شمارهٔ ثبت ۳۷۶۵ به‌عنوان یکی از آثار ملی ایران به ثبت رسیده‌است.